# El mar de Lucas
El mar de Lucas es una película de Argentina filmada en colores dirigida por Víctor Laplace sobre el guion de Martín Salinas sobre una idea de Víctor Laplace, que se estrenó el 7 de septiembre de 2000 y que tuvo como actores principales a Víctor Laplace,  Pablo Rago,  Virginia Innocenti y Ana María Picchio.
Fue filmada parcialmente en Carlos Keen, una localidad cercana a Luján y en Tandil, ambas en la provincia de Buenos Aires.

## Sinopsis
La noche en que un hombre festeja sus 50 años se entera de que tiene un nieto que su hijo le ocultó y trata de reconstruir un vínculo.

## Reparto
- Víctor Laplace … Juan Denevi
- Pablo Rago … Facundo Denevi
- Virginia Innocenti … Manuela
- Ana María Picchio … Clara
- Betiana Blum … Ana
- Rodolfo Ranni … Rolo
- Ulises Dumont … Nacho
- Lautaro Penella … Lucas Denevi
- Adolfo Yannelli … Carlitos
- Norberto Díaz … Secretario del intendente
- David Di Nápoli … Martillero
- Marcos Zucker … Hombre de Las Glicinas
- Eugenia Tobal … Marisa
- Osqui Guzmán … Lalo
- Germán Vulcano
- Lucía Martos
- Rodrigo Pérez
- Pía Uribelarrea … Silvia
- Antonio Bax
- Graciela Castinñeira
- Mónica Romeu
- Tincho Zabala … Frutero

## Comentarios
Adolfo C. Martínez en La Nación opinó:

"Víctor Laplace desarrolla, con acertadas pinceladas cotidianas y un clima que se detiene en la simplicidad y la ternura, una anécdota sin más pretensiones que las que se reflejan en la pantalla. Si el guion adolece por momentos de una simplicidad algo elemental y llega a un final repentino, Laplace sabe manejar estas deficiencias con el ardor de quien conoce ese micromundo hogareño pleno de sueños, de remordimientos y de perdones.

Clarín dijo:

«…hay un planteo fresco y bienintencionado que finalmente es consumido por roles esquemáticos y mensajes tan débiles como altisonantes. Entre postales del deterioro del nivel de vida en un pueblo chico (que podrían haber sido mejor aprovechadas) y una sensata puesta al día doméstica entre Juan y su familia, Laplace sigue tocando una cuerda (diríase "tragicómica"), que encuentra su peor momento en una confrontación padre-hijo que, se supone, es central.»

Christian Aguirre en La Razón opinó:

«Una mirada sobre la Argentina de nuestros días, plagada de proyectos y buenas intenciones, pero también de una mediocridad angustiante.»

## Premios y candidaturas
Festival Internacional de Cine de Mar del Plata 1999
- Premio a la Mejor ópera prima.
- Víctor Laplace candidato al Primer Premio en la competencia internacional.

Festival Internacional del Nuevo Cine Latinoamericano de La Habana * Ganadora del Premio Universidad de La Habana.
Festival Internacional de Cine de Cartagena 2000
- Ganadora del Premio Catalina de Oro al mejor guion.
- Candidata al Premio a la Mejor Película.

Asociación de Cronistas Cinematográficos de la Argentina
Premios Cóndor 2001
- Candidata al Premio a la Mejor Ópera Prima.
- Virginia Innocenti, candidata al Premio a la Mejor Actriz de Reparto,